# Граф (Олександр Мазур)
Граф (справжнє ім'я Олександр Олександрович Мазур) — український реп-виконавець, актор, поет і композитор, музикант, звукорежисер, волонтер, фронтмен проекту «ЯR», творець Творчого Об'єднання «Регіон 04», власник студії звукозапису «ReZone».

## Біографія

### Дитинство і юність
Мазур Олександр Олександрович народився в Дніпропетровську. Батько — підполковник МВС, мати — бухгалтер. У 10 років почав грати на гітарі, в 11 — писати перші тексти. Часом замість уроків розписував зошити новими віршами і заготовками графіті. У 11 років віддали в музичну школу по фортепіано — не склалося з причини страшенно не сумісності думок Саші і викладача. У 5 класі з однокласником танцювали брейк-данс і читали на перервах свої куплети друзям. Перші проби записи на побутову техніку, в домашніх умовах, на мікрофон від караоке, увінчалися повним провалом. І аж у 2006 брат зводить його з музикантом, Адамом, який в свою чергу зводить Сашу на домашню студію Афганця, Максима в місті Новомосковськ. Там і починається історія.

### Освіта та працевлаштування
Після школи, Олександр вступає на заочне відділення в Дніпропетровський Державний університет внутрішніх справ, на спеціальність юрист в галузі цивільного права. У момент навчання перебивається з роботи на роботу. Паралельно займається музикою, навчається на бармена і отримує диплом. Працює барменом аж до 2011. У 2011 влаштовується на роботу за фахом і працюють юристом.

### Проект «Дежавю»
В кінці 2006 Саша записує перший студійний трек «Життя-дорога» (пізніше вийде однойменний альбом з цією назвою в рамках проекту «Дежавю»). У той же час починає плідну співпрацю з одним, реп-виконавцем Стеном. Разом працюють в рамках проекту «Дежавю» і записують альбом. Виступають на телебаченні, в програмі для початківців виконавців «Музична модна вечірка», і на маленьких сценах. Через дистриб'юторську компанію «Remi Records»  роблять тираж першого альбому і випускають його в світло. Знімають саморобний відеокліп на трек «Нехай». У 2008 через творчі розбіжності проект припиняє своє існування. Що ніяк, згодом, не відбилося на дружніх відносинах.

### Сольна кар'єра
Після розпаду проекту, Граф продовжив свій шлях самостійно. Завзято працює, записує треки, знімає відеокліпи. Збирає Творче об'єднання "Регіон 04".
У 2009 виходить альбом «П'ятий кут» . Під егідою продюсерського центру «Нота»  робить презентацію альбому за участю таких іменитих реп виконавців як СВО і Вітьок з Пітерського об'єднання «Def Joint».
У 2010 записує гімн для футбольного клубу Дніпро що породжує визнання і впізнаваність серед місцевої публіки. Це важливий момент так як сам артист не раз згадував про свою любов до цього клубу 
У 2011 розпочинає співпрацю з кіностудією «Raketa Film» та знімає перший професійний відеокліп «Магніт» .
У 2012 бере участь на інтернет баттлі від порталу indarnb.ru , де незалежно від думок більшості програє в 4-му раунді реперу «Classic» з групи «Вульгарний Тон». Знімає кліп на трек «Золото нашого часу»  в якому знімає відомого футболіста Дніпра (в минулому, а нині Московського Локомотива) Віталія Денисова. 
У 2012 запрошується спеціальним гостем на концерт Руставелі в Дніпропетровську де і знайомиться з Рустамом. Після гастролює з ним по Україні. Спільними зусиллями Саші, Рустама і Люсі Махової з групи Дайте Два, був написаний трек «Безодня», який так само, в 2013 потрапив в компіляцію Руставелі «The Collabo collection». Після трек був узятий саундтреком до фільму “Узбіччя”  від студії Чувашкіно «Узбіччя» і на нього був знятий кліп .
У 2013 випускає трек  присвячений гравцеві збірної України і ФК Дніпро (нині Реал Бетіс) Роману Зозулі. Вони записали трек приурочений до дня народження Романа.
У 2014 заснував проект в жанрі альтернативного року «ЯR» та починають роботу над першим альбомом. Крім цього готує альбом «План Б» (з 2011).
У 2015 почав роботу над альбомом українською мовою «Війна і мир» паралельно випускаючи сингли російською мовою.
У 2016 знятий відеокліп на цей трек з цією платівкою «Серце в долоні» 
У 2017 виходить кліп спільно з представником «Dots Fam» — Дінайсом Только не сейчас [Архівовано 13 серпня 2019 у Wayback Machine.].
У червні того ж року, репер записує трек і знімає кліп на підтримку футбольного клубу Дніпро який стоїть на межі зникнення «Днепр должен жить» [Архівовано 12 травня 2021 у Wayback Machine.].

## Дискографія

### Сольні роботи
- 2009 — П'ятий кут
- 2010 — Ехо вітрів (Максі-сингл)
- 2011 — Все включено (mixtape)
- 2013 — Скачки (mixtape)

Сингли
- 2014 — Майдан
- 2015 — Нічого спільного
- 2015 — Вище

### У складі проекту «ЯR»
- 2017 — Невідомо

### Сингли
- 2014 — МИ
- 2016 — Пристань

### В складі проекту «Дежавю»
- 2007 — Життя-дорога

### Саундтрек
- 2012 — Узбіччя
- 2015 — Біг. Інший погляд

## Відеокліпи
- 2009 — «Віра»
- 2011 — «На вулицях майбутнього» (стріт відео)
- 2011 — «Магніт» (виробництво: «Raketa Film»)
- 2013 — «Золото нашого часу» (режисер: Олег Стахурський)
- 2014 — «Безодня» при уч. Руставелі (режисер: Олег Стахурський)
- 2015 — «Серце в долоні» (режисер: Олег Стахурський)
- 2017 — «Тільки не зараз при уч. Дінайс »(режисер: Олег Стахурський)
- 2017 — «Дніпро повинен жити» (режисер: Олег Стахурський)
- 2017 — «Твій Дім» (режисер: Олександр Граф)